# Araçu
Araçu is een gemeente in de Braziliaanse deelstaat Goiás. De gemeente telt 3.946 inwoners (schatting 2009).